# Eucera nipponensis
Eucera nipponensis là một loài Hymenoptera trong họ Apidae. Loài này được Pérez mô tả khoa học năm 1911.